# T Pyxidis

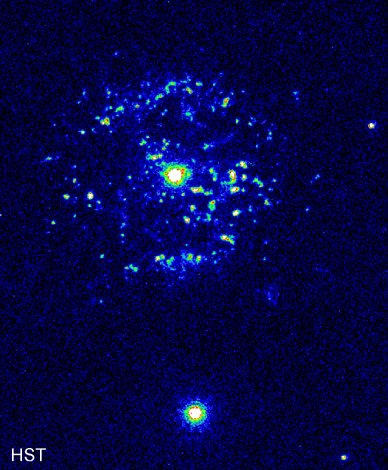
T Pyxidis.

T Pyxidis es un sistema de estrella binaria en la constelación Pyxis (La Brújula) que se encuentra a aproximadamente 3260 años luz de la Tierra. Contiene una estrella como el Sol y una enana blanca. Debido al fuerte efecto de la gravedad de la enana blanca, ésta extrae materia de la otra estrella que causa que ocurran explosiones termonucleares periódicas (llamadas novas).
La usual magnitud aparente de este sistema de estrellas es de 15.5, pero en los años 1890, 1902, 1920, 1944 y 1966 han ocurrido erupciones con una magnitud aparente máxima de cerca de 7.0. La evidencia parece indicar que T Pyxidis solo ha aumentado de masa a pesar de las erupciones de las novas, y ahora está cerca del límite de Chandrasekhar. Cuando una enana blanca alcanza este límite se colapsará bajo su propio peso y causa una supernova de tipo Ia. Sin embargo, cuando fue contactado por Scientific American, el Dr. Sion dijo que el término "pronto" en el anuncio de prensa significaba que "a la rata de aumento que derivamos", la enana blanca en T Pyxidis alcanzará el límite de Chandrasekhar en diez millones de años". Para ese tiempo se habrá movido lo suficientemente lejos del sistema solar para tener poco efecto.
Debido a su distancia relativamente cercana, una supernova de T Pyxidis pudiera tener un impacto significativo en la Tierra. La radiación gamma recibida igualaría la radiación total (en todos los espectros) de aproximadamente 1000 erupciones solares, y dañaría seriamente la capa de ozono. Sin embargo, la radiación de rayos X que alcanzara a la Tierra, sería menor que la de una sola erupción solar media. Por otro lado, los cálculos del Dr. Sion fueron desafiados por el profesor Alex Fillipenko, quien dijo que Sion posiblemente había calculado mal el daño que podría ser causado por una supernova de T Pyxidis. Él había usado los datos para una mucha más mortal ráfaga de rayos gamma (GRB) explotando a 3.260 años luz de la Tierra, no una supernova, y ciertamente no se espera que T Pyxidis produzca un GRB. Según otro experto, "una supernova tendría que estar 10 veces más cercana (a la Tierra) para hacer el daño descrito".